# Dahana-ye Ghuri (distrikt)
Dahana-ye Ghuri är ett distrikt i Afghanistan. Det ligger i provinsen Baghlan, i den nordöstra delen av landet, 160 kilometer norr om huvudstaden Kabul. Administrativ huvudort är Dahana-ye Ghuri.
Distriktet beräknades år 2022 ha cirka 69 000 invånare.